# Frances Marion
Frances Marion (San Francisco, Kalifornia, 1888. november 18. – Los Angeles, 1973. május 12.) amerikai író, újságírónő és kétszeres Oscar-díjas forgatókönyvíró volt, akit June Mathis és Anita Loos mellett gyakran a 20. század legismertebb női forgatókönyvírójaként emlegetnek.

## Élete
Marion Benson Owens San Franciscóban született, az első világháborúban hadszíntéri tudósítóként tevékenykedett. Hazatérése után Los Angelesbe költözött, ahol a "Lois Weber Productions" filmgyár alkalmazta segédíróként. A vállalkozás tulajdonosa Lois Weber úttörő női rendező volt.
"Frances Marion" néven, számos forgatókönyvet készített Mary Pickford színésznő/rendező részére, köztük a Rebecca of Sunnybrook Farm (1917) és a The Poor Little Rich Girl filmekhez, de az 1920-as és 1930-as évek számos filmsikere fűződik nevéhez. Ő volt az első nő, aki 1930-ban Oscar-díjat kapott a legjobb adaptált forgatókönyv kategóriában a The Big House című filmért, majd 1932-ben a A bajnok című film legjobb eredeti történetéért. Hozzávetőleg 300 filmtémát írt, és közöttük 130 megvalósított film volt. Mary Pickford korai filmjei közül többet ő rendezett és néha színészként is szerepelt bennük.
Négyszer ment férjhez, első férje Wesley de Lappe volt, majd Robert Pike következett, e két házassága után változtatta meg nevét. 1919-ben hozzáment Fred Thomsonhoz, aki Mary Pickford partnere volt 1921-ben a The Love Light című filmben. Thomson 1928-ban bekövetkezett váratlan halála után 1930-ban hozzáment George W. Hill filmrendezőhöz, ez a házassága válással végződött, 1933-ban.
Hosszú éveken át szerződésben állt az MGM-mel, de miután saját jogán elegendő vagyont szerzett, 1946-ban elhagyta Hollywoodot, hogy több időt szentelhessen drámák és regények írásának.
Frances Marion 1972-ben jelentette meg emlékiratait Off With Their Heads: A Serio-Comic Tale of Hollywood címmel. 1973-ban halt meg.

## Emlékezete
Cari Beauchamp 1997-ben írta a Without Lying Down: Frances Marion And The Power Of Women In Hollywoodcímű könyvet, amelyet a New York Times "Figyelemreméltó könyv"-ként értékelt. 2000-ben, az UCLA Film- és Televíziós Archívuma segítségével a könyvből TV-dokumentumfilmet készítettek, amelyet a Turner Classic Movies csatornán mutattak be.

## Filmes munkái
- The New York Hat (1912, társszerző)
- The Foundling (1915, forgatókönyv, történet)
- A Daughter of the Sea (1915, történet "The Fisher Girl")
- Esmeralda (1915, író)
- Rags (1915, író)
- A Sister’s Burden (1915, író)
- Camille (1915/I, forgatókönyv)
- Fanchon, the Cricket (1915/I, uncredited)
- The Yellow Passport (1916, forgatókönyv)
- The Foundling (1916, forgatókönyv)
- The Feast of Life (1916, forgatókönyv, történet)
- The Battle of Hearts (1916, történet)
- A Circus Romance (1916, történet)
- The Rise of Susan (1916, író)
- All Man (1916, író)
- Bought and Paid For (1916, író)
- The Heart of a Hero (1916, író)
- The Hidden Scar (1916, író)
- The Gilded Cage (1916, író)
- The Revolt (1916, író)
- Friday the 13th (1916, író)
- The Summer Girl (1916, író)
- A Woman’s Way]] (1916, író)
- The Crucial Test (1916, író)
- La Vie de Bohème (1916, író)
- The Social Highwayman (1916, író)
- Then I’ll Come Back to You (1916, író)
- Tangled Fates (1916/I, író)
- A Hungry Heart (1917, forgatókönyv)
- Beloved Adventuress (1917, forgatókönyv, történet)
- The Stolen Paradise (1917, forgatókönyv, történet)
- A Girl’s Folly (1917, történet és forgatókönyv)
- The Little Princess (1917, író)
- Rebecca of Sunnybrook Farm(1917, író)
- The Amazons (1917, író)
- The Divorce Game (1917, író)
- The Crimson Dove (1917, író)
- Darkest Russia (1917, író)
- Forget-Me-Not (1917, író)
- As Man Made Her (1917, író)
- The Social Leper (1917, író)
- The Poor Little Rich Girl (1917, író)
- The Web of Desire (1917, író)
- A Square Deal (1917, író)
- Tillie Wakes Up (1917, író)
- On Dangerous Ground (1917, író)
- A Woman Alone (1917, író)
- Stella Maris (1918, photoplay)
- How Could You, Jean? (1918, forgatókönyv)
- The Temple of Dusk (1918, forgatókönyv, történet)
- The Goat (1918, forgatókönyv, történet)
- The City of Dim Faces (1918, forgatókönyv, történet)
- Johanna Enlists (1918, író)
- He Comes Up Smiling (1918, író)
- M’Liss (1918, író)
- Amarilly of Clothes-Line Alley (1918, író)
- The Cinema Murder (1919, forgatókönyv)
- Anne of Green Gables (1919, író)
- A Regular Girl (1919, író)
- The Dark Star (1919, író)
- The Misleading Widow (1919, író)
- Pollyanna (1920, adaptáció)
- The Flapper (1920, forgatókönyv, történet)
- The Restless Sex (1920, író)
- The World and His Wife (1920, író)
- Humoresque (1920, író)
- The Love Light (1921)  rendező
- Just Around the Corner (1921) rendező
- The Love Light (1921, történet, író)
- Just Around the Corner (1921, író)
- Straight Is the Way (1921, író)
- Sonny (1922, adaptáció)
- The Toll of the Sea (1922, forgatókönyv, uncredited, történet)
- Minnie (1922, titles)
- East Is West (1922, író)
- The Eternal Flame (1922, író)
- The Primitive Lover (1922, író)
- Back Pay (1922, író)
- The Song of Love (1923) rendező
- The Song of Love (1923, adaptáció)
- Within the Law (1923, adaptáció)
- The Voice from the Minaret (1923, adaptáció)
- Potash and Perlmutter (1923, író)
- The French Doll (1923, író)
- The Love Piker (1923, író)
- The Nth Commandment (1923, író)
- Cytherea (1924, adaptáció)
- Secrets (1924, adaptáció)
- The Dramatic Life of Abraham Lincoln (1924, forgatókönyv, történet)
- Galloping Gallagher (1924, uncredited)
- The Mask of Lopez (1924, uncredited)
- Thundering Hoofs (1924, uncredited, unconfirmed)
- Sundown (1924, író)
- In Hollywood with Potash and Perlmutter (1924, író)
- Tarnish (1924, író)
- Through the Dark (1924, író)
- Stella Dallas (1925, adaptáció)
- Simon the Jester (1925, adaptáció)
- Graustark (1925, adaptáció)
- Zander the Great (1925, adaptáció)
- His Supreme Moment (1925, adaptáció)
- A Thief in Paradise (1925, adaptáció)
- Ridin’ the Wind (1925, történet), Frank M álnéven
- Lazybones (1925, író)
- Thank You (1925, író)
- The Dark Angel (1925, író)
- Lightnin’ (1925, író)
- The Lady (1925, író)
- A skarlát betű  (1926, adaptáció és forgatókönyv, titles)
- The Winning of Barbara Worth (1926, adaptáció)
- The Son of the Sheik (1926, adaptáció)
- Paris at Midnight (1926, adaptáció)
- Partners Again (1926, adaptáció)
- Lone Hand Saunders (1926, történet) Frank M álnéven
- Hands Across the Border (1926, történet) Frank M álnéven
- The Tough Guy (1926, történet) Frank M álnéven
- The First Year (1926, író)
- The Two-Gun Man (1926, író) Frank M álnéven
- The Red Mill (1927, adaptáció, forgatókönyv)
- Love (1927, continuity)
- Jesse James (1927, forgatókönyv) Frank M álnéven
- Silver Comes Through (1927, történet) Frank M álnéven
- Don Mike (1927, történet) Frank M álnéven
- Madame Pompadour (1927, író)
- The Callahans and the Murphys (1927, író) Frank M álnéven
- The Cossacks (1928, adaptáció, forgatókönyv)
- The Wind (1928, forgatókönyv)
- The Awakening (1928, történet)
- Kit Carson (1928, történet, Frank M álnéven
- The Masks of the Devil (1928, író)
- Excess Baggage (1928, író)
- Bringing Up Father (1928, író)
- Pioneer Scout (1928, író) Frank M álnéven
- The Sunset Legion (1928, író, Frank M álnéven
- Their Own Desire (1929, forgatókönyv)
- Let Us Be Gay (1930, párbeszédek,)
- MinésBill (1930, párbeszédek, forgatókönyv)
- The Big House (1930, párbeszédek, történet)
- Good News (1930, forgatókönyv)
- Wu Li Chang (1930, író)
- El Presidio (1930, író)
- The Rogue Song (1930, író)
- Anna Christie (1930, író)
- Forever Yours (1930, író)
- Anna Christie (1931, adaptáció)
- The Secret Six (1931, párbeszédek, forgatókönyv)
- Révolte dans la prison / Menschen hinter Gittern (1931, író)
- A bajnok (1931/I, történet)
- Blondie of the Follies (1932, forgatókönyv, történet)
- Emma (1932, történet)
- Cynara (1932, író)
- Peg o’ My Heart (1933, adaptáció)
- Dinner at Eight  (1933, forgatókönyv)
- The Prizefighter and the Lady (1933, történet)
- Going Hollywood (1933, történet, neve nincs feltüntetve)
- Secrets (1933, író)
- Camille (1936, forgatókönyv)
- Riffraff (1936, forgatókönyv, történet)
- Poor Little Rich Girl (1936, író)
- Knight Without Armour (1937, adaptáció)
- Love from a Stranger (1937, író)
- Green Hell (1940, eredeti történet és forgatókönyv)
- Captain Kidd, Jr(1919, író)
- The Famous Mrs. Fair(1923, adaptáció, forgatókönyv)

## Főbb munkái
- Minnie Flynn. NY: Boni and Liveright, 1925
- The Secret Six. NY: Grosset & Dunlap, 1931 [saját forgatókönyvének regényváltozata]
- Valley People. NY: Reynal & Hitchcock, 1935
- How to Write and Sell Film Stories. NY: Covici-Friede, 1937
- Molly, Bless Her. NY: Harper & Brothers, 1937
- Westward The Dream. Garden City NY: Doubleday and Company, 1948
- The Passions of Linda Lane. NY: Diversey Publications, 1949 [a Minnie Flynn átdolgozott kiadása]
- The Powder Keg. Boston: Little, Brown & Co., 1953
- Off With Their Heads!: A Serio-Comic Tale of Hollywood. NY: The Macmillan Company, 1972 [memoir]